# Everman (Texas)
Everman es una ciudad ubicada en el condado de Tarrant en el estado estadounidense de Texas. En el Censo de 2010 tenía una población de 6.108 habitantes y una densidad poblacional de 1.324,15 personas por km².

## Geografía
Everman se encuentra ubicada en las coordenadas 32°37′44″N 97°16′58″O / 32.62889, -97.28278. Según la Oficina del Censo de los Estados Unidos, Everman tiene una superficie total de 4.61 km², de la cual 4.58 km² corresponden a tierra firme y (0.67%) 0.03 km² es agua.

## Demografía
Según el censo de 2010, había 6.108 personas residiendo en Everman. La densidad de población era de 1.324,15 hab./km². De los 6.108 habitantes, Everman estaba compuesto por el 51.46% blancos, el 27.06% eran afroamericanos, el 0.51% eran amerindios, el 0.57% eran asiáticos, el 0% eran isleños del Pacífico, el 17.83% eran de otras razas y el 2.57% pertenecían a dos o más razas. Del total de la población el 45.48% eran hispanos o latinos de cualquier raza.